# كلارا لويز كيلوغ
كلارا لويز كيلوغ (بالإنجليزية: Clara Louise Kellogg)‏ هي مغنية ومغنية أوبرا وممثلة أمريكية، ولدت في 9 يوليو 1842 في سمتر في الولايات المتحدة، وتوفيت في 13 مايو 1916 في نيو هارتفورد في الولايات المتحدة.

## وصلات خارجية
- كلارا لويز كيلوغ على موقع الموسوعة البريطانية (الإنجليزية)